# Piazza del Quirinale

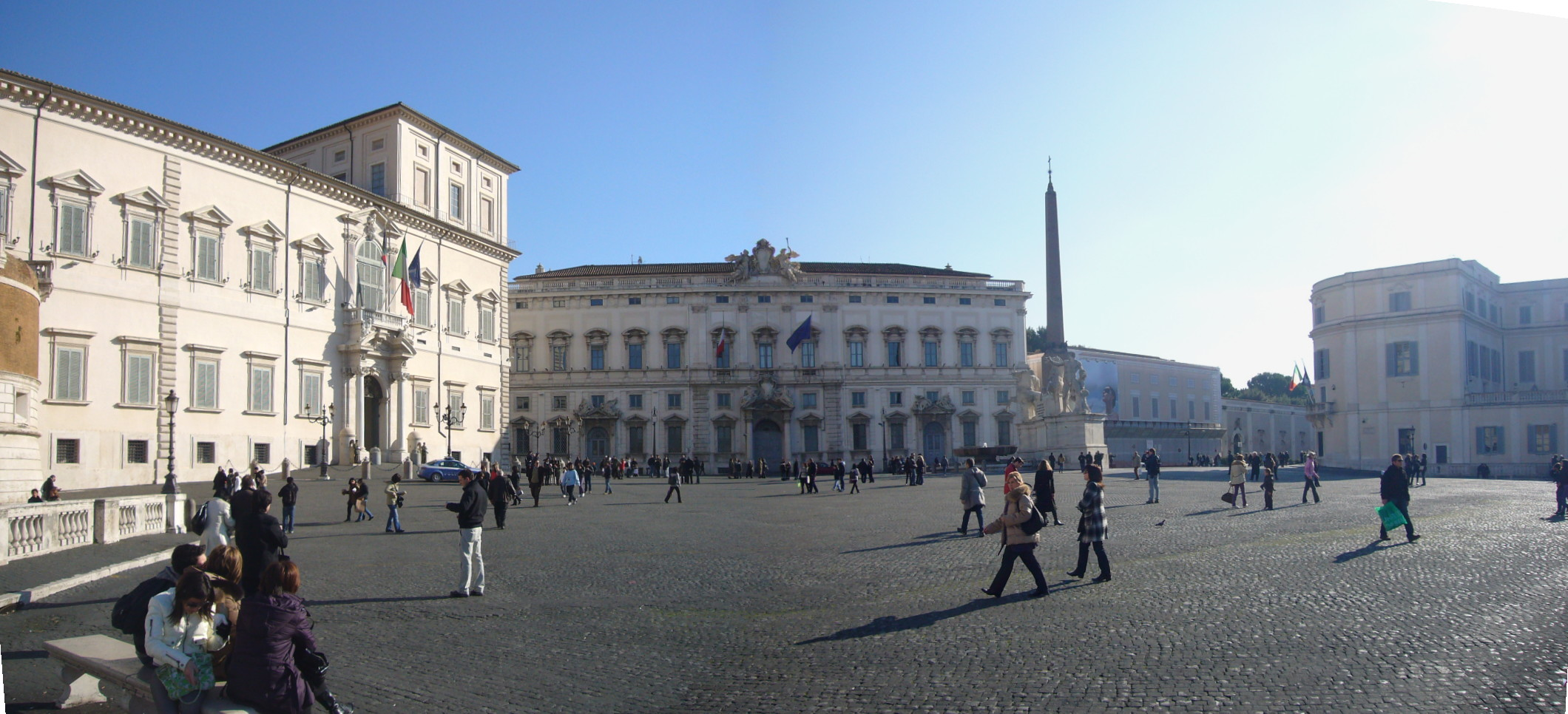
La Piazza del Quirinale.

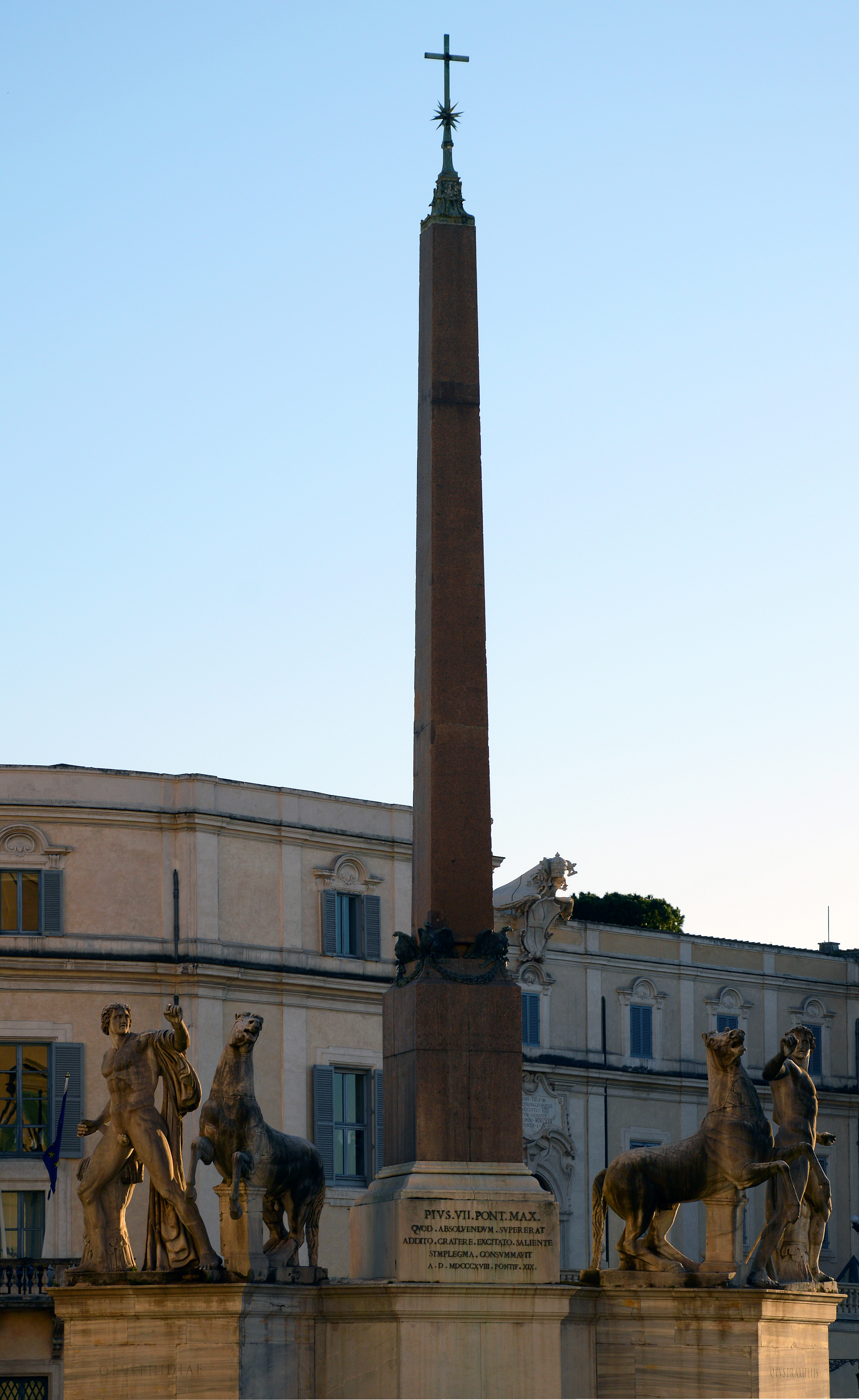
La Fontana dei Dioscuri.

La Piazza del Quirinale es una plaza situada entre la Via del Quirinale y la Via XXIV Maggio, entre los rioni Monti y Trevi de Roma, Italia, en la cima de la colina del Quirinal.

## Descripción
La plaza está delimitada al noreste por la imponente fachada del Palazzo del Quirinale, residencia oficial del Presidente de la República Italiana, construido en los años 1573-1585 por Martino Longhi il Vecchio y después por Ottaviano Mascherino como residencia estival de los papas, y ampliado posteriormente por los arquitectos Fontana, Ponzio, Maderno y Bernini.
Tras la toma de Roma (20 de septiembre de 1870), el edificio se convirtió en sede de la monarquía y, tras el referéndum institucional del 2 de junio de 1946, sede de la máxima magistratura republicana.
En el centro de la plaza se encuentra el gran grupo escultórico de la Fontana dei Dioscuri, también llamada Fontana di Monte Cavallo, de la edad imperial, proveniente de las Termas de Constantino, que representa a los gemelos Cástor y Pólux (los Dioscuros), que sujetan por las riendas a sus caballos. Incluido en el grupo, hay un obelisco que se encontraba en el Mausoleo de Augusto.
El lado este de la plaza está delimitado por el Palazzo della Consulta, antiguo tribunal del Estado Pontificio, posteriormente Ministerio de las Colonias, actualmente sede, desde 1955, de la Corte Constitucional.
En el lado opuesto de la residencia presidencial se encuentran las Scuderie del Quirinale (siglo XVIII, Alessandro Specchi y Ferdinando Fuga). Restauradas íntegramente (1997-1999) se utilizan actualmente como sede para exposiciones de arte.
En el lado oeste de la plaza hay una barandilla que deja ver el panorama de la capital italiana.